# 진목항 (돌산읍)
진목항은 전라남도 여수시 돌산읍 우두리에 있는 어항이다. 2007년 8월 8일 어촌정주어항으로 지정하여 관리하고 있다. 시설관리자는 여수시장이다.

## 어항 구역
- 수역: 북위 34° 43′22″, 동경 127° 46′09″의 지점에서 N40°W방향으로 190m점과 이점에서 W방향으로 85m점과 이점에서 S30°W방향으로 육지부를 연결하는 선을 따라 형성된 공유수면[1]

## 어항 시설
- 방파제 176m, 선착장50m

## 기본 계획
- 방파제 306m, 선착장 50m[1]

## 정비 계획
- 방파제 130m[2]

## 주요 어종
- 감성돔, 볼락, 노래미